# Monte Antoroto
Monte Antoroto – szczyt w Alpach Liguryjskich. Leży we Włoszech w regionie Piemont.